# Сборная Бельгии по теннису в Кубке Дэвиса
Сборная Бельгии в Кубке Дэвиса (нидерл. België in de Davis Cup, фр. Équipe de Belgique de Coupe Davis) — мужская национальная сборная, представляющая Бельгию в Кубке Дэвиса, наиболее престижном теннисном турнире на уровне мужских сборных команд. Финалист 1904 года, финалист межзонального плей-офф 1953 и 1957 годов, финалист Мировой группы 2015 и 2017 годов.

## История

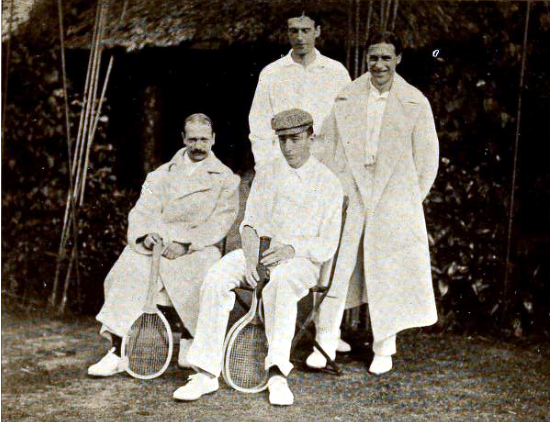
Члены сборных Бельгии (сидят) и Британских островов, 1904 год

Бельгийская команда принимает участие в розыгрышах Кубка Дэвиса (изначально носившего название Международного теннисного кубка вызова) с 1904 года. В этот же год она достигла своего формально наивысшего успеха в этом соревновании: пройдя без игры австрийскую сборную и победив в финале соревнований претендентов французов, бельгийцы встретились в матче за главный трофей с его обладателями — сборной Британских островов, проиграв ей в гостях с сухим счётом. В последующие годы перед началом Первой мировой войны участие бельгийской команды в Кубке вызова было нерегулярным — она не участвовала в турнире с 1906 по 1912 годы.
С 1921 года участие бельгийцев в турнире становится постоянным, но с расширением географии участников они уже не могут приблизиться к успеху 1904 года. Только накануне Второй мировой войны им удалось трижды подряд пробиться в полуфинал Европейской зоны, в 1937 году проиграв там немцам, а затем два года подряд югославам. Такого же результата бельгийская сборная добилась в первый послевоенный год, уступив в европейском полуфинале команде Швеции.
Новый подъём бельгийской сборной пришёлся на начало 50-х годов, когда в ней играли Жак Бришан и Филипп Ваше. В 1952 году команда пробилась в европейский финал после побед над шведами и французами, в конечном счёте уступив итальянцам, а на следующий год выиграла Европейскую зону и дошла до финала плей-офф претендентов, где определялся участник матча за кубок с его действующим обладателем. В межзональном финале бельгийцев остановила сборная США, ведомая Тони Трабертом — лучшим теннисистом мира этого года. Новый визит в межзональный финал состоялся в 1957 году, когда бельгийцы снова проиграли американцам, причём судьба матча решалась в последней, пятой встрече, которую Бришан проиграл Вику Сейксасу со счётом 10-8, 6-0, 6-1.
После ухода Бришана и Вашера успехи бельгийской команды подошли к концу. В 1980 году ей не нашлось места в новообразованной Мировой группе, где были собраны сильнейшие команды мира, а в 1988 году она покинула даже I Европейскую группу после поражений от финнов и венгров. В следующие два года, однако, бельгийцы сумели проделать путь назад в I Европейскую группу и впервые выйти в Мировую группу, обыграв команду Южной Кореи. С этого момента бельгийская команда постоянно балансирует между Мировой и I Европейско-африканской группой, чаще играя в переходном турнире, чем проходя хотя бы в четвертьфинал Мировой группы. Только один раз, в 1999 году, бельгийцы пробились в полуфинал Мировой группы после побед над чехами и швейцарцами главным образом благодаря удачной игре Ксавье Малисса.
В 2015 году, однако, бельгийская сборная последовательно обыграла команды Швейцарии (прошлогодних обладателей Кубка Дэвиса, Канады и Аргентины и впервые с 1904 года добилась права на участие в финальном матче, где её соперниками, как и за 111 лет до этого, стали британцы. К этому успеху команду привели Давид Гоффен и Стив Дарси. Через два года Гоффен и Дарси уступили в очередном финале сборной Франции

#### Участие в финалах Кубка Дэвиса
| Год  | Место                    | Соперник       | Состав                                                    | Счёт |
| ---- | ------------------------ | -------------- | --------------------------------------------------------- | ---- |
| 1904 | Уимблдон, Великобритания | Великобритания | Вильям ле Мер де Варзе, Паул де Борман                    | 0:5  |
| 2015 | Гент, Бельгия            | Великобритания | Давид Гоффен, Рубен Бемельманс, Стив Дарси                | 1:3  |
| 2017 | Вильнёв-д’Аск, Франция   | Франция        | Давид Гоффен, Рубен Бемельманс, Стив Дарси, Йорис де Лоре | 2:3  |

## Статистика и рекорды

### Команда
- Первый год участия — 1904
- Сыграно сезонов — 99
  - Из них в Мировой группе — 23
- Самая длинная серия побед — 5 (дважды: 1953, включая выход в финал межзонального плей-офф; 1989—1991)
- Самая крупная победа — 5:0 по играм, 15:0 по сетам, 90:18 по геймам ( Бельгия- Монако, 1946)
- Самый длинный матч — 16 часов 36 минут ( Казахстан- Бельгия 3:2, 2014)
  - Наибольшее количество геймов в матче — 237 ( Швеция- Бельгия 3:2, 1954)
- Самая длинная игра — 4 часа 38 минут ( Андрей Голубев —  Давид Гоффен 7-6, 3-6, 4-6, 6-2, 12-10 , 2014)
  - Наибольшее количество геймов в игре — 74 ( Б. Буало/П. Хомберген — Х. Кари/П. Фейгль 3-6, 6-3, 13-15, 13-15, 1980)
- Наибольшее количество геймов в сете — 30 ( Филипп Вашер —  Фаусто Гардини 6-4, 14-16, 2-6, 6-4, 6-3, 1953;  П. Домингес/Ф. Жоффре —  Б. Миньо/П. Хомберген 6-1, 4-6, 6-3, 16-14, 1975)

### Игроки
- Наибольшее количество сезонов в сборной — 17 (Жак Бришан)
- Наибольшее количество матчей — 42 (Жак Бришан)
- Наибольшее количество игр — 120 (Жак Бришан, 71—49)
- Наибольшее количество побед — 71 (Жак Бришан, 71—49)
  - В одиночном разряде — 52 (Жак Бришан, 52—27)
  - В парном разряде — 20 (Филипп Ваше, 20—18)
  - В составе одной пары — 16 (Ж. Бришан/Ф. Ваше, 16—14)
- Самый молодой игрок — 16 лет 358 дней (Клод де Гронкель, 13 мая 1960)
- Самый возрастной игрок — 38 лет 240 дней (Андре Лакруа, 30 мая 1947)

## Состав в 2023 году
- Зизу Бергс
- Йоран Влиген
- Давид Гоффен
- Йорис де Лоре
- Сандер Жийе
- Киммер Коппеянс

Капитан: Стив Дарси

## Недавние матчи

### Плей-офф, 2023 год
| Бельгия 3 | Sporthal Alverberg, Хасселт, Бельгия 16—17 сентября 2023 Хард(i) | Sporthal Alverberg, Хасселт, Бельгия 16—17 сентября 2023 Хард(i) | Узбекистан 1 |      |      |            |
| \| \| \| \| 1 \| 2 \| 3 \| \| \| - \| \| ---------------------------------------------------- \| ------ \| ---- \| ---- \| ---------- \| \| 1 \| \| Киммер Коппеянс Хумаюн Султанов \| 68 710 \| 6 3 \| 6 78 \| \| \| 2 \| \| Йорис де Лоре Сергей Фомин \| 7 5 \| 7 62 \| \| \| \| 3 \| \| Йоран Влиген / Сандер Жийе Сергей Фомин / Максим Шин \| 6 1 \| 3 6 \| 6 2 \| \| \| 4 \| \| Йорис де Лоре Хумаюн Султанов \| 6 3 \| 6 4 \| \| \| \| 5 \| \| Киммер Коппеянс Сергей Фомин \| \| \| \| not played \| |                                                                  |                                                                  |              |      |      |            |
| |                                                                  |                                                                  | 1            | 2    | 3    |            |
| 1 | Флаг Бельгии · Флаг Узбекистана                                  | Киммер Коппеянс Хумаюн Султанов                                  | 68 710       | 6 3  | 6 78 |            |
| 2 | Флаг Бельгии · Флаг Узбекистана                                  | Йорис де Лоре Сергей Фомин                                       | 7 5          | 7 62 |      |            |
| 3 | Флаг Бельгии · Флаг Узбекистана                                  | Йоран Влиген / Сандер Жийе Сергей Фомин / Максим Шин             | 6 1          | 3 6  | 6 2  |            |
| 4 | Флаг Бельгии · Флаг Узбекистана                                  | Йорис де Лоре Хумаюн Султанов                                    | 6 3          | 6 4  |      |            |
| 5 | Флаг Бельгии · Флаг Узбекистана                                  | Киммер Коппеянс Сергей Фомин                                     |              |      |      | not played |

### Квалификация Мировой группы, 2023 год
| Республика Корея 3 | Теннисный центр Олимпийского парка, Сеул, Республика Корея 4—5 февраля 2023 Хард(i) | Теннисный центр Олимпийского парка, Сеул, Республика Корея 4—5 февраля 2023 Хард(i) | Бельгия 2 |      |      |  |
| \| \| \| \| 1 \| 2 \| 3 \| \| \| - \| \| -------------------------------------------------- \| ---- \| ---- \| ---- \| \| \| 1 \| \| Квон Сун Ву Зизу Бергс \| 6 4 \| 4 6 \| 6 78 \| \| \| 2 \| \| Хон Сон Чхан Давид Гоффен \| 4 6 \| 2 6 \| \| \| \| 3 \| \| Нам Чи Сун / Сон Мин Гю Йоран Влиген / Сандер Жийе \| 7 63 \| 7 65 \| \| \| \| 4 \| \| Квон Сун Ву Давид Гоффен \| 3 6 \| 6 1 \| 6 3 \| \| \| 5 \| \| Хон Сон Чхан Зизу Бергс \| 6 3 \| 7 64 \| \| \| |                                                                                     |                                                                                     |           |      |      |  |
| |                                                                                     |                                                                                     | 1         | 2    | 3    |  |
| 1 | Флаг Республики Корея · Флаг Бельгии                                                | Квон Сун Ву Зизу Бергс                                                              | 6 4       | 4 6  | 6 78 |  |
| 2 | Флаг Республики Корея · Флаг Бельгии                                                | Хон Сон Чхан Давид Гоффен                                                           | 4 6       | 2 6  |      |  |
| 3 | Флаг Республики Корея · Флаг Бельгии                                                | Нам Чи Сун / Сон Мин Гю Йоран Влиген / Сандер Жийе                                  | 7 63      | 7 65 |      |  |
| 4 | Флаг Республики Корея · Флаг Бельгии                                                | Квон Сун Ву Давид Гоффен                                                            | 3 6       | 6 1  | 6 3  |  |
| 5 | Флаг Республики Корея · Флаг Бельгии                                                | Хон Сон Чхан Зизу Бергс                                                             | 6 3       | 7 64 |      |  |